# Rhododendron canadense
Rhododendron canadense är en ljungväxtart som först beskrevs av Carl von Linné, och fick sitt nu gällande namn av Britton, Stern och Pogg. Rhododendron canadense ingår i släktet rododendron, och familjen ljungväxter. Inga underarter finns listade i Catalogue of Life.

## Bildgalleri

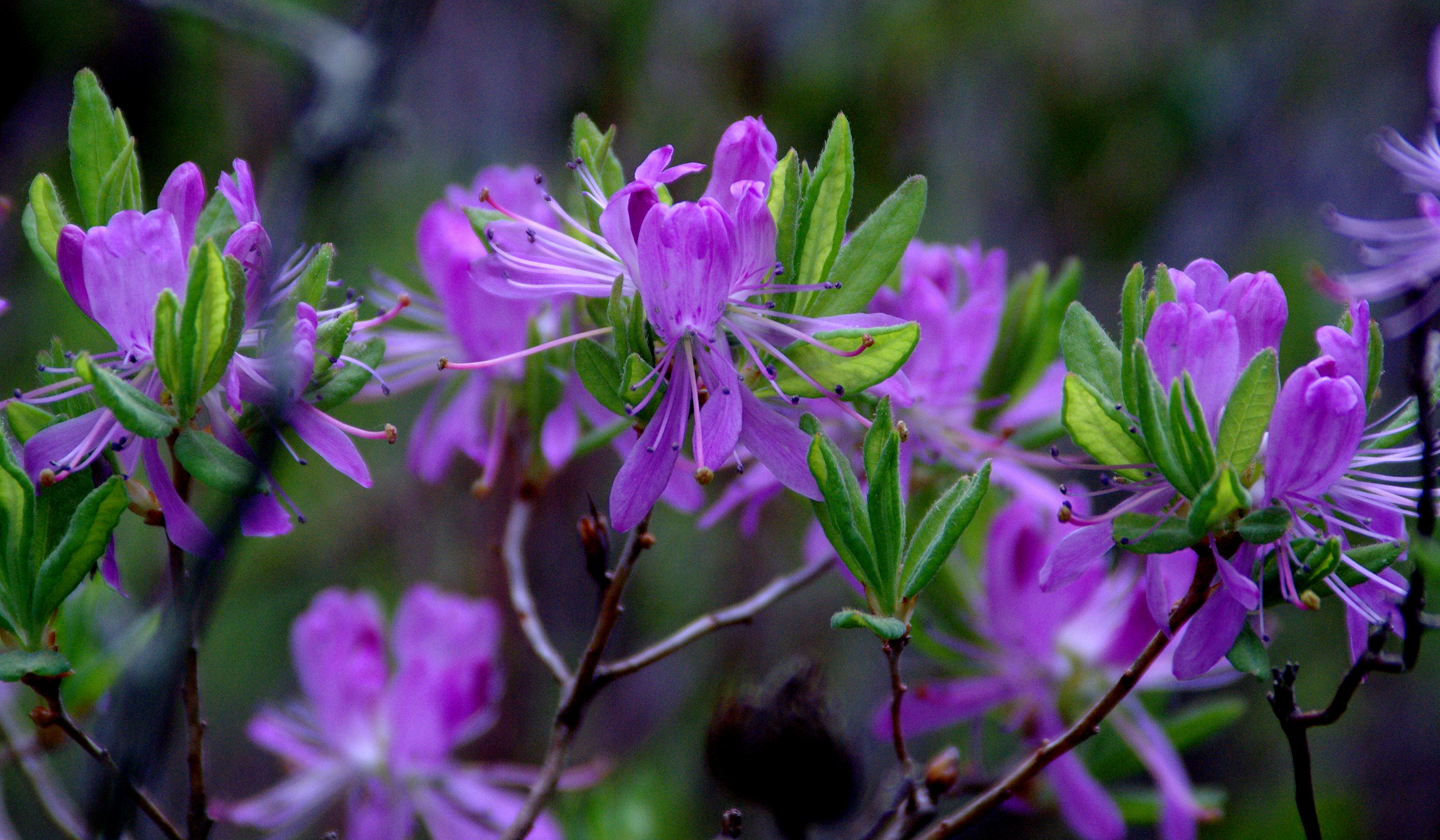
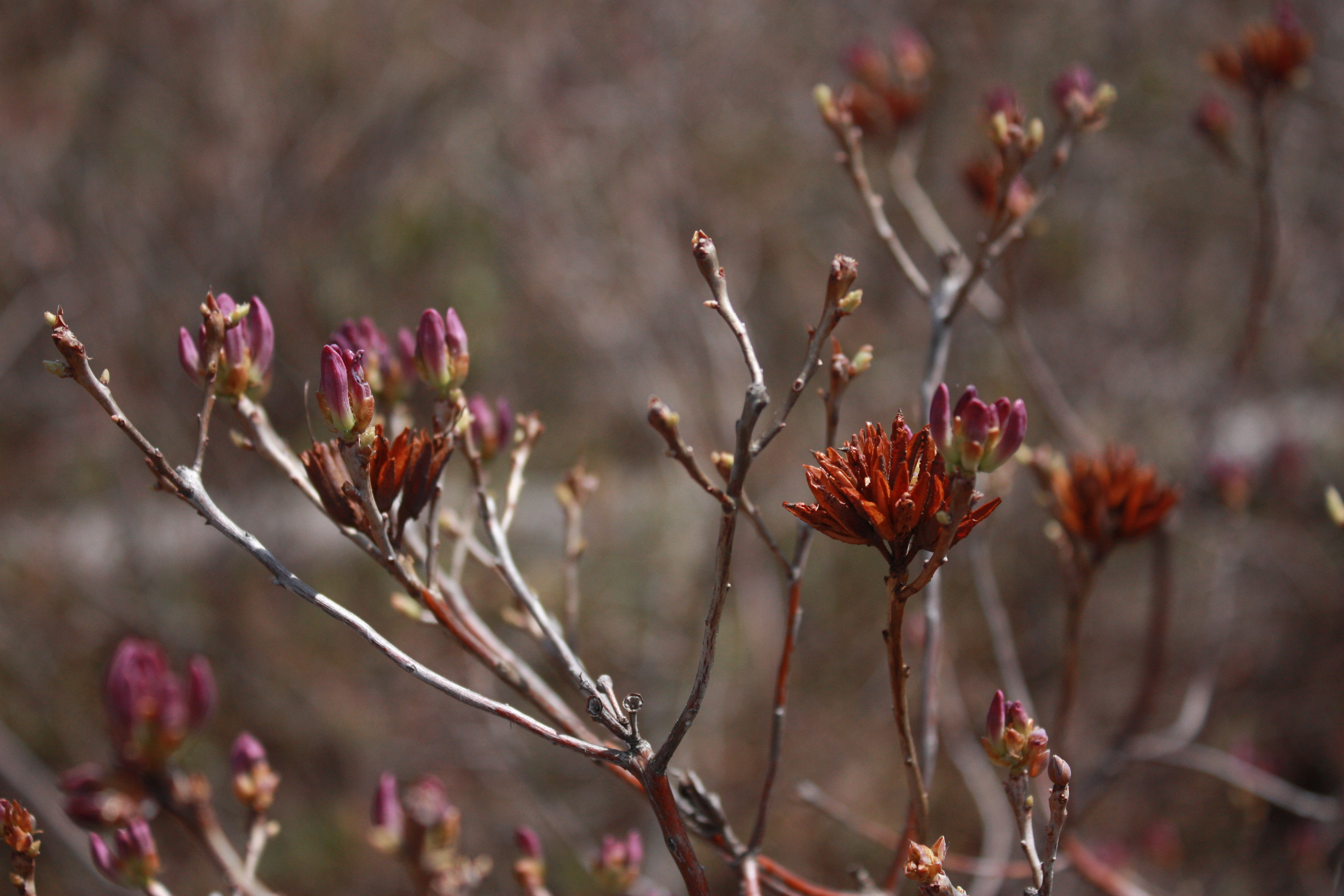
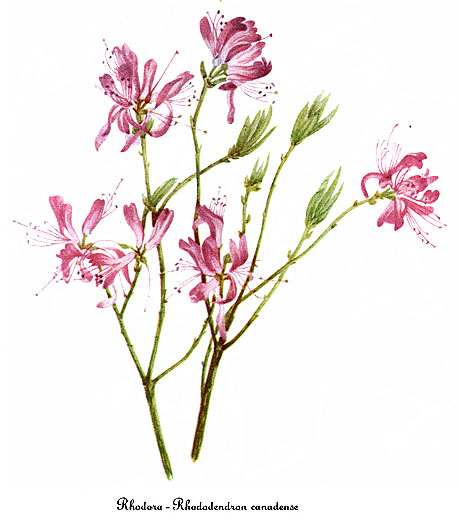